# Пондус
По́ндус — норвежский комикс, созданный художником Фруде Эверли (Frode Øverli). Является одним из самых популярных комиксов Скандинавии. Выпускается ежедневно, преимущественно в формате полос (лента из 3-4 кадров, выстроенных в ряд). Существуют также особые, более длинные выпуски в виде альбомов и рождественских изданий. Тираж комикса в Норвегии составляет 125 000 экземпляров.

## История создания
Фруде Эверли начал работу над «Пондусом» в 1995 году. Тогда серия называлась «Команда — А» и рассказывала о трёх футбольных фанатах. Двое из них скоро стали героями, сегодня известными как Пондус (Pondus) и Йокке (Jokke). Название «Пондус» комикс получил после публикации первого сюжета в небольшой местной газете острова Сотра «Vest-Nytt». С 1996 года и на протяжении четырёх лет комикс печатался в норвежском журнале, посвящённом «Piranha Club» авторства Эрни Бада Грэйса, как дополнение к нему. Со 2 апреля 1997 года комикс стал ежедневно появляться на страницах популярной норвежской газеты «Dagbladet».
4 июля 2000 года «Пондус» начал впервые издаваться в виде отдельного журнала; это был первый случай в истории норвежских комиксов, когда бывший газетный комикс превратился в собственный ежемесячный журнал. С 6 июля 2001 года «Пондус» начал выходить в Швеции (в виде «дочернего» журнала), а через год дебютировал как отдельный журнал и на латинском языке. Комикс также переведён на эсперанто и с 2007 года публикуется в журнале, издаваемом Норвежским Эсперантистским Союзом (Norvega Esperantista Ligo). С 2002 года рождественский выпуск «Пондуса» издаётся на квенском и саамском языках. В общей сложности комикс выходит на сегодняшний день в 130 изданиях: 80 норвежских газетах и целом ряде крупных зарубежных, в том числе шведской «Dagens Nyheter», датской «Berlingske Tidende» и исландской Frettabladid, а также во Франции и Англии.
С 2007 года «Пондуса» печатает издательство «Эгмонт», до этого момента ответственность за выпуск комикса несла норвежская компания «Schibsted». В сюжете после этого произошли изменения: главный герой оставил свою работу водителем автобуса и приобрёл собственный бар.
Фруде Эверли дважды, в 1998 и 2003 годах, получал за этот комикс премию SPROING-prisen, а в 2006 году был удостоен премии Адамса (Adamsonstatuetten).

## Персонажи

### Семья Пондуса
- Пондус (настоящее имя — Патрик) — главный герой, тридцатилетний женатый футбольный фанат
- Беате — жена Пондуса
- Посан (Кевин) — сын Пондуса, подросток
- Снейпене (Фрида) — маленькая дочка Пондуса

### Семья Йокке
- Йокке — лучший друг Пондуса, постоянно тащится за некрасивыми женщинами
- Камилла — подружка Йокке и мать их общего ребёнка. Развелись, но по-прежнему живут вместе
- Элсе — мать Йокке и жена Гунтера
- Гунтер -лысый немец, отчим Йокке
- Йакобсен — отец Йокке, бывший уголовник
- Гордон — ребёнок Йокке и Камиллы

### Другие персонажи
- Турид-Лайла — сногсшибательная блондинка в пабе
- Харольд и Сельма — старые друзья Беате
- Хьюго и Ивар — чокнутые бывшие коллеги Пондуса
- Роджер — горе-художник комиксист
- Доктор Циммерхабен — неординарный психиатр
- Златан — металлист из магазина Йокке